# Manuel Serrano Renda
Manuel Serrano Renda (nacido en El Guabo, inscrito en Machala, 1844 — Quito, 28 de enero de 1912) fue un militar, general y montonero liberal ecuatoriano.

## Biografía

### Participación en La Restauración
Nacido en El Guabo e inscrito en Machala, en 1882 se alistó en el ejército y luchó contra Ignacio de Veintimilla, un enfrentamiento que terminó en la batalla del 9 de julio de 1883, que puso fin a la dictadura de Veintimilla, evento histórico denominado La Restauración.

### Batalla de Las Carretas
Pasado un tiempo apoyó la sublevación por la causa de la Venta de la Bandera hecha por el presidente Luis Cordero Crespo, así el 9 de mayo de 1895 se libró la Batalla de las Carretas avanzando decididamente sobre Machala. Hecho considerado el inicio de la Revolución liberal de Ecuador.

### Cargos durante los gobiernos liberales
Terminada la campaña fue designado en 1906 jefe de las tropas de Machala, también ocupó varias cargos como: Presidente del Concejo Cantonal de Machala, Gobernador de la provincia de El Oro, Intendente General de Policía del Guayas, Jefe de la Primera Zona Militar de Quito, y otros más que lo valieron del respeto de sus compatriotas.

## Últimos días y muerte
En los últimos días de enero de 1912, ya concluida la guerra civil que enfrentó a partidarios de Eloy Alfaro y Leonidas Plaza, en Huigra, Naranjito y Yaguachi; después de suscripción del denominado Tratado de Durán. Arribó a Guayaquil desde Machala para saludar y reconfortar a los perdedores, principalmente a su amigo, el general Eloy Alfaro, pero los placistas lo aprehendieron y fue acusado de traición, debido a que se negó a atestiguar en contra de Pedro J. Montero, que era quien había iniciado la confrontación armada. Pero, a la sazón, se le ofreció poder salir en libertad si a cambio renunciaba a su rango militar, a lo que él respondió: «»¡Eso no! ¡Eso es inaceptable!».

Finalmente fue asesinado, dentro de los acontecimientos que se suscitaron, en Quito, el 28 de enero de 1912. Suceso histórico que ha pasado a conocerse como la Hoguera Bárbara.

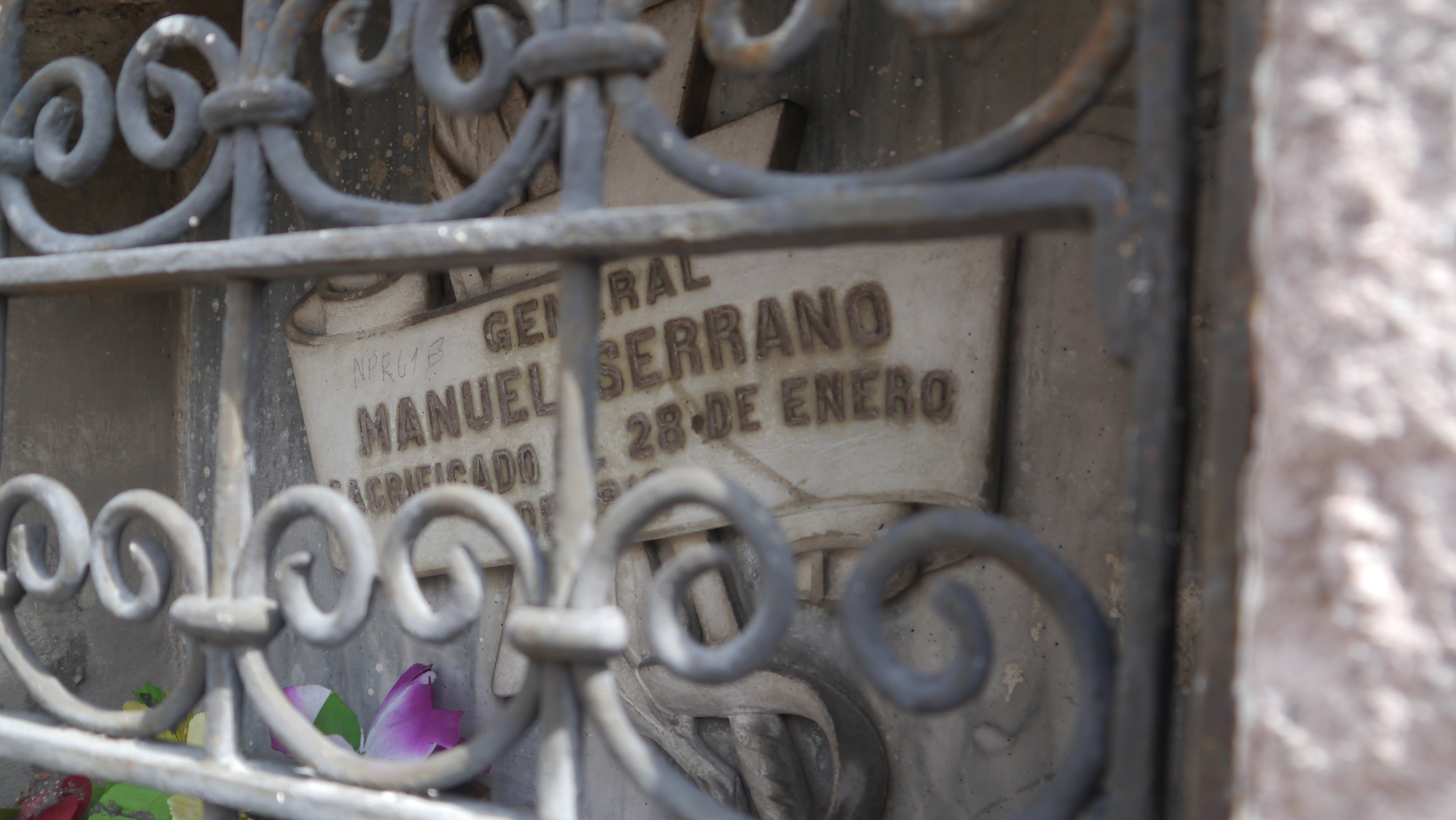
Tumba del General Serrano
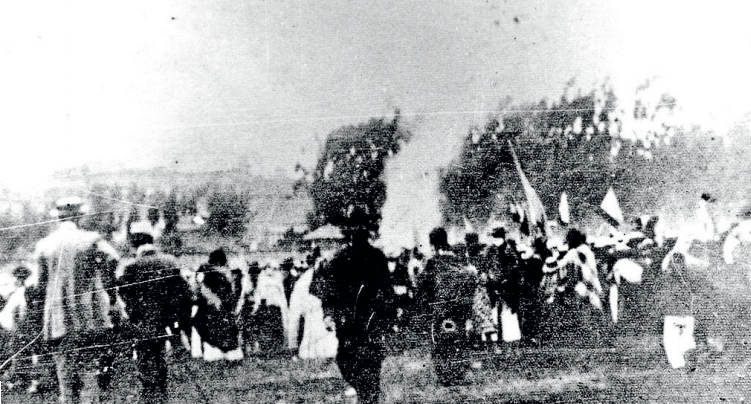
El Ejido durante su masacre

## Distinciones
- En el cantón El Guabo, en su memoria, una escuela de educación básica lleva su nombre.[2]
- En Machala, con el nombre de Aeropuerto General Manuel Serrano - Machala, existió un aeropuerto.
- En Machala, El Guabo y Milagro, en su honor, existen calles con su nombre.[3][4][5]